# Harald Wiberg

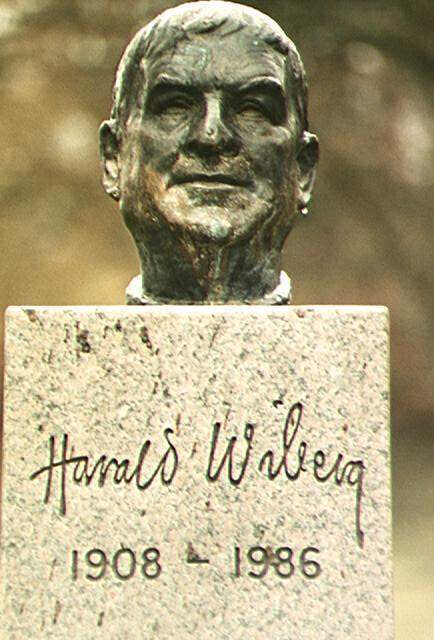
Byst av Wiberg skulpterad av Erik Reimhult i Bruksparken i Ankarsrum.

Harald Wiberg född 1 mars 1908 i Ankarsrum, Kalmar län, död 15 augusti 1986 i Falköping, var en svensk målare, tecknare och illustratör. 

## Biografi
Harald Wiberg var son till valsverksarbetaren Karl Ferdinand Wiberg och Josefina Quarfoot och från 1941 gift med sjuksköterskan Brita Ingrid Mariana Bengtson. Han utbildade sig till skyltmålare i Ankarsrum och studerade därefter vid Tekniska skolan 1930–1931 och vid Ollers målarskola i Stockholm 1931–1934 samt under studieresor till bland annat Frankrike, Italien, Nederländerna, Etiopien, Island och Finland. Separat ställde han bland annat ut på Thurestams konstsalong i Stockholm 1946 och 1947 och tillsammans med H Hamilton och Ivar Morsing ställde han ut i Skövde. Han medverkade i ett stort antal samlingsutställningar bland annat med Sveriges allmänna konstförening i Stockholm och i en utställning med djurmotiv i Düsseldorf där han belönades med en bronsmedalj. Med förord av Björn von Rosen publicerade han 1948 teckningsmappen Djur i naturen med 32 teckningar i offsettryck.  
Wiberg specialiserade sig på djur- och naturmotiv utförda i olja, akvarell eller i form av tusch- och blyertsteckningar. Han gjorde sig känd som illustratör i en rad böcker om djur, jakt, fiske och friluftsliv och har illustrerat ett 20-tal böcker i dessa ämnen. Han illustrerade även några barnböcker bland annat Viktor Rydbergs Tomten och Astrid Lindgrens Jul i stallet. Han var medarbetare och illustratör i tidskriften Svensk jakt från 1939 och sedan 1960 i Året runt i naturen. Wiberg blev en välkänd TV-profil i och med det klassiska naturprogrammet Korsnäsgården där han medverkade mellan 1960 och 1968 han medverkade även under en följd av år i naturmagasinet Just nu.

## Priser och utmärkelser
- Elsa Beskow-plaketten 1976[3]
- Grafikklassen djurmåleri budapest 1971 Motiv: Springande hjortar

- Wiberg finns representerad med en bok vid bland annat Nationalmuseum[4] i Stockholm och Kalmar konstmuseum[5].